# Cezlak
Cezlak – wieś w Słowenii, w gminie Slovenska Bistrica. W 2018 roku liczyła 30 mieszkańców.